# Opuntia leucotricha
Espèce
Statut de conservation UICN

 LC  : Préoccupation mineure
Opuntia leucotricha est une plante grasse de la famille des Cactacées.

## Liste des variétés
Selon Tropicos (4 novembre 2020) :
- Opuntia leucotricha var. fulvispina F.A.C. Weber